# Дрифтвуд (Техас)
Дрифтвуд (англ. Driftwood) — переписна місцевість (CDP) в США, в окрузі Гейс штату Техас. Населення — 106 осіб (2020).

## Географія
Дрифтвуд розташований за координатами 30°7′59″ пн. ш. 98°2′14″ зх. д. / 30.13306° пн. ш. 98.03722° зх. д. (30.133072, -98.037292).  За даними Бюро перепису населення США в 2010 році переписна місцевість мала площу 3,35 км², уся площа — суходіл.

## Демографія
Згідно з переписом 2010 року, у переписній місцевості мешкали 144 особи в 60 домогосподарствах у складі 46 родин. Густота населення становила 43 особи/км².  Було 67 помешкань (20/км²).
Расовий склад населення:
| - 97,9 % — білих - 0,7 % — корінних американців |

До двох чи більше рас належало 1,4 %. Частка іспаномовних становила 5,6 % від усіх жителів.
За віковим діапазоном населення розподілялося таким чином: 16,0 % — особи молодші 18 років, 68,7 % — особи у віці 18—64 років, 15,3 % — особи у віці 65 років та старші. Медіана віку мешканця становила 50,1 року. На 100 осіб жіночої статі у переписній місцевості припадало 89,5 чоловіків;  на 100 жінок у віці від 18 років та старших — 92,1 чоловіків також старших 18 років.
Середній дохід на одне домашнє господарство  становив 81 139 доларів США (медіана — 58 036), а середній дохід на одну сім'ю — 111 257 доларів (медіана — 133 036). 
Цивільне працевлаштоване населення становило 86 осіб. Основні галузі зайнятості: науковці, спеціалісти, менеджери — 37,2 %, оптова торгівля — 12,8 %, виробництво — 12,8 %.